# Shillong Cantonment
Shillong Cantonment is een kantonnement in het district East Khasi Hills van de Indiase staat Meghalaya. 

## Demografie
Volgens de Indiase volkstelling van 2001 wonen er 12.385 mensen in Shillong Cantonment, waarvan 57% mannelijk en 43% vrouwelijk is. De plaats heeft een alfabetiseringsgraad van 74%. 